# Redruth
Redruth es una localidad situada en el condado de Cornualles, en Inglaterra (Reino Unido), con una población en 2016 de 20 864 habitantes.
Se encuentra ubicada al oeste de la península del Suroeste, cerca del extremo de esta, y de la orilla del canal de Brístol y del canal de la Mancha (océano Atlántico).

## Ciudades hermanas
- México: Pachuca de Soto
- México: Mineral del Monte [2]